# Газзанига, Майкл
Майкл Газзанига (англ. Michael S. Gazzaniga; род. 12 декабря 1939, Лос-Анджелес, Калифорния) — американский нейропсихолог.
Является одним из ведущих исследователей в области когнитивной нейронауки, занимается исследованиями нейронных основ сознания. 
Член Национальной академии наук США (2011) и Национальной медицинской академии США (2005), профессор психологии и директор Центра по изучению мозга SAGE в университете Калифорнии Санта-Барбара, руководитель проекта «Закон и нейронауки».

## Биография
Окончил Дартмутский колледж (бакалавр, 1961). В 1964 г. получил степень Ph.D. по поведенческим нейронаукам (англ. Behavioral neuroscience) в Калифорнийском технологическом университете, где под руководством Роджера Сперри начал работать над изучением расщепленного мозга. Они проводили свои исследования на пациентах, перенесших операцию по расщеплению мозга, и наблюдали компенсаторные процессы в полушариях при повреждении одного из них.
Газзанига начал свою преподавательскую карьеру в университете Санта-Барбары, а затем в 1969 году переехал в Нью-Йорк, где он преподавал сначала в университете штата Нью-Йорк SUNY, а затем в медицинском колледже Корнеллского университета с 1977 по 1992 год. С 1977 года по 1988 год он работал в качестве директора Отдела когнитивных нейронаук Корнеллского университета.
Свои поздние работы он посвятил функциональной латерализации в мозге, а также изучению процесса обмена информацией между полушариями мозга.
Газзанига является автором множества книг, направленных на широкую аудиторию («Социальный мозг» и др.), а также редактором серии книг по когнитивной нейронауке, выпускаемой издательством MIT Press.  Исследование разделённого мозга Газзаниги, иллюстрирующее отдельные функции полушарий мозга, включено в академический учебник «40 исследований, которые потрясли психологию».
Газзанига основал центры когнитивной нейронауки в Калифорнийском университета в Дейвисе и Дартмутском колледже, а также журнал когнитивной нейронауки, главным редактором которого он является. В 2001—2009 годах Газзанига входил в президентский совет по вопросам биоэтики при президенте Джордже Буше. В 2005—2006 годах он был президентом Американского психологического общества. Помимо этого, он продолжает работать руководителем проекта «Закон и нейронауки», направленного на междисциплинарные исследования на стыке юриспруденции и нейронаук.
Газзанига также часто выступает в качестве консультанта, помогая различным институтам, занимающимся нейронаукой.
Газзанига внёс существенный вклад в развитие нейроэтики. 
Работа Газзанига была упомянута в романе «Мир на Земле» Станислава Лема.
В 2010 году был опубликован памятный сборник работ Газзанига, содержащий также статьи других крупных учёных (Стивена Пинкера и др.).
Член Американской академии искусств и наук (1997), фелло Society of Experimental Psychologists (1982).

## Исследования
Газзанига в соавторстве со Сперри проводил первые исследования по изучению синдрома «расщеплённого мозга» у пациентов с перерезанным мозолистым телом. Позже Р. Сперри был удостоен за эти исследования Нобелевской премией по физиологии или медицине. Газзанига смотрел, как телесные функции контролируются каждой половиной мозга по отдельности. Он исследовал, как пациенты с расщеплённым мозгом выполняют различные задания, такие как, например, нарисовать два разных объекта разными руками одновременно. Такие задания не способны выполнять здоровые испытуемые.
Проводя исследования отдельных пациентов, Газзанига установил, что при разделении мозолистого тела и передней комиссуры между полушариями может возникать конфликт, в связи с отсутствием связи между ними. В экспериментальных условиях испытуемый с «расщепленным мозгом» мог идентифицировать стимул, предъявляемый к левому визуальному полю и соответственно правому полушарию, но не мог дать вербальный ответ (за вербальные функции отвечает левое полушарие, связь с которым была нарушена). Также был описан случай, когда человек одной рукой пытался открыть машину, тогда как его другая рука мешала первой это сделать.
Однако, помимо этого, Газзанига было также показано, что в правом полушарии (несмотря на отсутствие вербальных функций) существует форма языка, которая проявляется через жесты и движения левой руки.

## Награды и отличия
- Ariëns Kappers Medal[англ.] (1999)
- Distinguished Scientific Contribution Award, Американская психологическая ассоциация (2008)
- Премия Гумбольдта (2008)
- Gifford Lectures (2009)
- Charles L. Branch Award, University of Texas at Dallas (2010)